# ماری سرنهولت
ماری سرنهولت (به انگلیسی: Marie Serneholt) (زاده ۱۱ ژوئیهٔ ۱۹۸۳) خواننده و مدل سوئدی است.